# Edmund Clarke
Edmund Melson Clarke, Jr. (Newport News, 27 de julio de 1945 - 22 de diciembre de 2020) fue un informático teórico, profesor universitario, investigador, ingeniero y matemático estadounidense.

## Biografía
Principalmente reconocido por haber desarrollado el método conocido como «model checking», para verificar diseños de software o hardware.
Clarke fue el Profesor FORE Systems de Ciencias de la Computación en la Universidad Carnegie Mellon. Junto con E. Allen Emerson y Joseph Sifakis, fue el ganador de 2007 del Premio Turing de la Association for Computing Machinery.
Falleció el 22 de diciembre de 2020 a los 75 años a causa de COVID-19.